# Chaudes-Aigues
Chaudes-Aigues je zdraviliško naselje in občina v osrednjem francoskem departmaju Cantal regije Auvergne. Leta 2005 je naselje imelo 970 prebivalcev.

## Geografija
Kraj leži v pokrajini Haute-Auvergne ob rekah Remontalou in Lévandès, 83 km vzhodno od Aurillaca.
Na ozemlju občine se nahaja 30 naravnih vrelcev s temperaturami od 45º do več kot 80º C; najbolj znan je izvir reke Par s temperaturo 82º C, najtoplejši v Evropi. Pozimi se uporabljajo za ogrevanj hiš in cerkve, spomladi pa so vode speljane v zdravilišče, namenjeno za zdravljenje revmatizma.

## Uprava
Chaudes-Aigues je sedež istoimenskega kantona, v katerega so poleg njegove vključene še občine Anterrieux, Deux-Verges, Espinasse, Fridefont, Jabrun, Lieutadès, Maurines, Saint-Martial, Saint-Rémy-de-Chaudes-Aigues, Saint-Urcize in La Trinitat z 2.682 prebivalci.
Kanton Chaudes-Aigues je sestavni del okrožja Saint-Flour.

## Zanimivosti
- cerkev sv. Martina in Blaža
- ruševine gradu Château de Couffour iz 15. stoletja,
- muzej geotermalne energije,
- na ozemlju občine se delno nahaja akumulacijsko jezero Grandval, nastalo z zajezitvijo reke Truyère leta 1959.